# 赵太侔

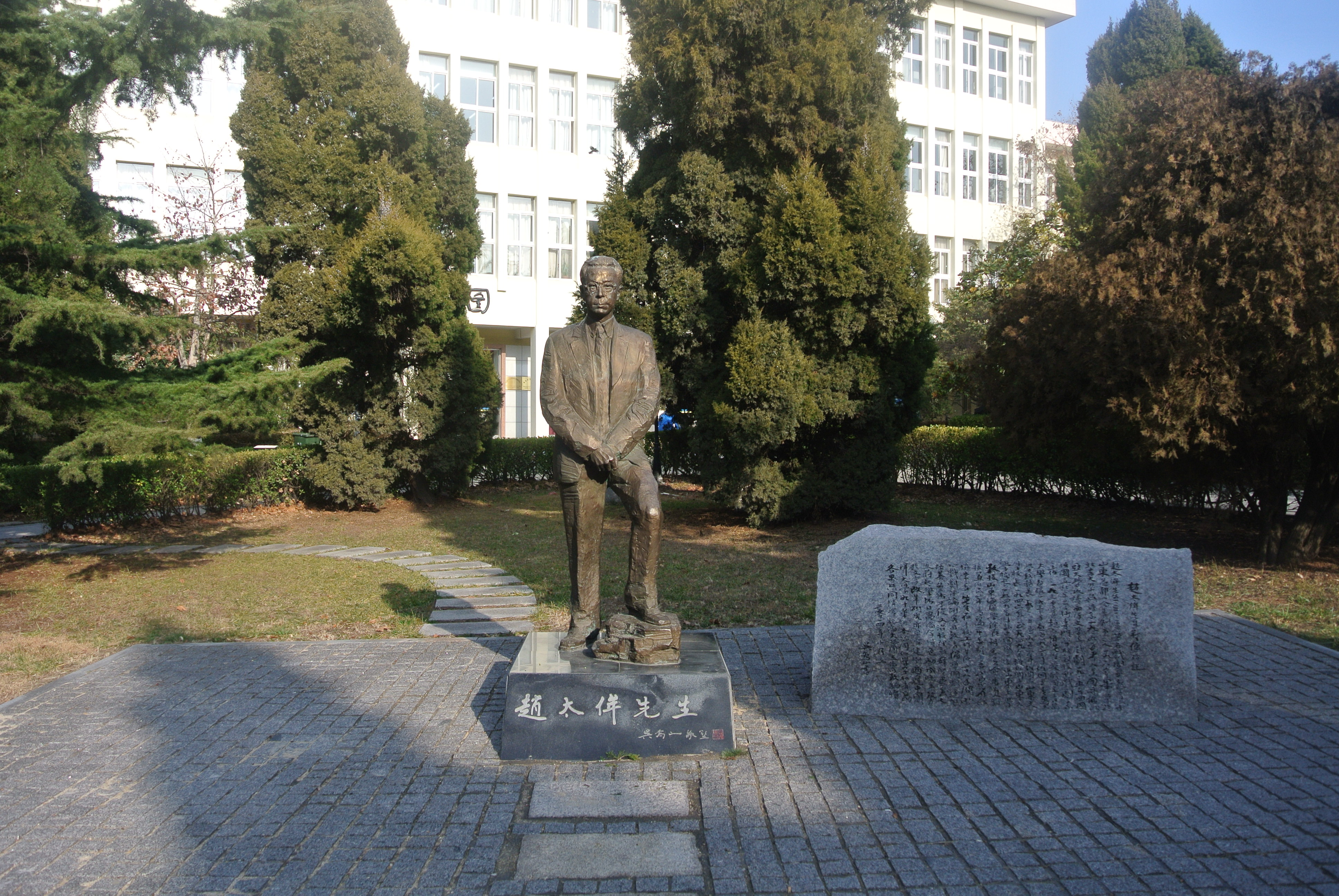
中国海洋大学鱼山校区内的赵太侔塑像

赵太侔（1889年—1968年），名畸，字太侔，以字行，山东益都人，中国现代戏剧教育家。国立山东大学首任校长。

## 生平
1914年考入北京大学英文系，1919年考取公费留美，入哥伦比亚大学攻读文学，后入该校研究院专攻戏剧。1925年五卅运动期间，与闻一多、余上沅、梁实秋等人同时归国。赵任北京艺术专门学校教授和戏剧系主任，北京大学讲师，讲授戏剧理论课程。與原配離婚後，與著名話劇演員俞珊結婚，後又離婚。
建国后赵太侔任山东大学外文系教授，山东省政协常委。1958年，山东大学由青岛迁往济南，他主动提出留在青岛，任山东海洋学院（今中国海洋大学）外文教授。1968年，因不堪文革忍受迫害，投海自尽。